# Microsema attenuata
Microsema attenuata är en fjärilsart som beskrevs av Paul Dognin 1902. Microsema attenuata ingår i släktet Microsema och familjen mätare. Inga underarter finns listade i Catalogue of Life.